# Bulakan (Gunung Kencana)
Bulakan is een bestuurslaag in het regentschap Lebak van de provincie Banten, Indonesië. Bulakan telt 2659 inwoners (volkstelling 2010).